# Disneyland Paris
Disneyland Paris, conocido también como Eurodisney,  es un complejo turístico recreativo y de vacaciones de 22,3 km² (2230 ha) situado en Marne-la-Vallée, una aglomeración de comuna del departamento de Sena y Marne, al este de París, Francia. El complejo se encuentra en su mayor parte en la comuna de Chessy, a 32 kilómetros del centro de París. Se trata de la sede europea de la franquicia de complejos turísticos de Walt Disney Parks and Resorts.
El complejo Disneyland Paris consta de dos parques temáticos —Disneyland Park y Walt Disney Studios Park—, una zona comercial y de entretenimiento —Disney Village—, un golf —Golf Disneyland—, siete hoteles oficiales Disney y otros siete asociados. Abrió al público el 12 de abril de 1992, siendo el segundo resort Disney en abrirse fuera de los Estados Unidos de América (después de Tokyo Disney Resort), y el primero perteneciente y explotado por Disney. Con 14,5 millones de visitantes en 2007, es uno de los destinos turísticos más importantes de Europa.
Disneyland Paris estaba explotado por la compañía francesa, a quien de hecho también pertenecía, Euro Disney S.C.A. Hasta junio de 2017, The Walt Disney Company solo tenía una participación mayoritaria en el complejo, cuando compraron las acciones restantes. The Walt Disney Company ofreció una adquisición informal de Euro Disney S.C.A., comprando el 9 % de la compañía a Kingdom Holding y una oferta abierta de 2 euros por acción para el resto de las acciones. Esto llevó la propiedad total de The Walt Disney Company al 85,7 %. La compañía de Walt Disney también invertirá 1500 millones adicionales para fortalecer la compañía.
El complejo estuvo sujeto a controversia durante los periodos de negociación y de construcción, cuando un número de prominentes figuras francesas expresaron su oposición al parque, además de las protestas llevadas a cabo por los sindicatos y otros franceses. Otro contratiempo siguió a la apertura del complejo, la asistencia al parque, ocupación de los hoteles e ingresos cayeron por debajo de previsiones. En un esfuerzo por mejorar su imagen pública, se cambió el nombre del complejo de Euro Disney Resort a Disneyland Paris en 1995. En julio de ese año, la compañía vio su primer beneficio trimestral. Según información de la propia página web de la compañía, las pérdidas reconocidas en el año 2011 han sido de 63,9 millones de euros.
El segundo parque temático del complejo, Walt Disney Studios Park, abrió sus puertas el 16 de marzo de 2002.

## Comienzos

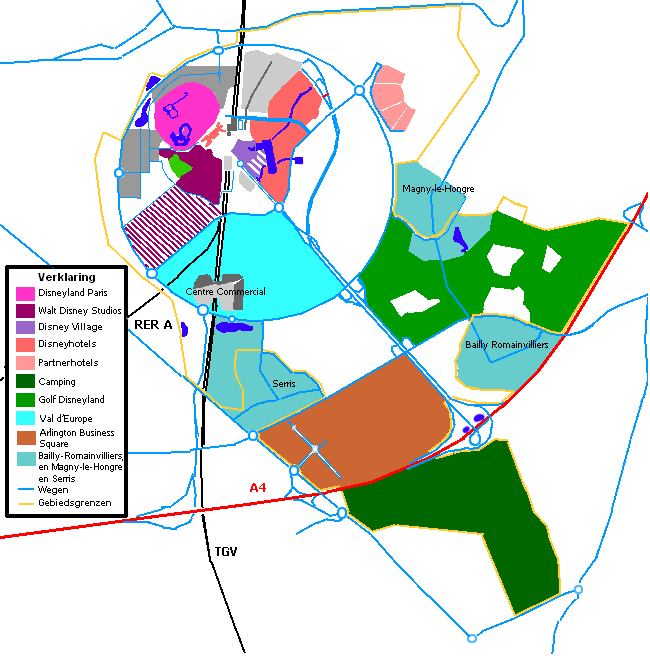
Plano de Disneyland Paris

Después del éxito de Disneyland en Anaheim, California y de Walt Disney World en Lake Buena Vista, Florida, surgieron en 1972 los planes para construir un parque de temática similar en Europa. Bajo la dirección de E. Cardon Walker, se abrió en 1983 Tokio Disneyland, en Japón, con un éxito inmediato, catalizando la extensión internacional.
A finales de 1984, los jefes de la división de parques temáticos de Disney, Dick Nunis y Jim Cora, presentaron una lista de aproximadamente 1200 localizaciones europeas posibles para el parque.
Hacia marzo de 1985, el número de posibles localizaciones para el parque había sido reducido a seis; dos en Francia y cuatro en España. Ambos países dieron cuenta del potencial económico y ventajas turísticas de un parque temático Disney, y compitieron ofreciendo oportunidades de financiación a The Walt Disney Company.
Las localizaciones españolas estaban situadas en: la zona entre La Ametlla de Mar y Vandellós, en la provincia de Tarragona; la zona entre Oropesa del Mar, Torreblanca y Cabanes, en la provincia de Castellón; la zona entre Oliva (provincia de Valencia) y Pego (provincia de Alicante); y Santa Pola, también en la provincia de Alicante. Estas ubicaciones ofrecían un clima mediterráneo costero de veranos secos, similar al que existe en el parque Disneyland de California. Disney también había demostrado interés por un lugar cerca de Tolón en la Francia meridional, no muy lejos de Marsella. El paisaje agradable de esa región, así como su clima, también hizo de este punto un gran competidor para lo que sería llamado «Euro Disneyland». Sin embargo, fueron descubiertas unas capas gruesas de roca de fondo debajo de este lugar que harían la construcción demasiado difícil. Finalmente, fue elegida la ciudad rural de Marne-la-Vallée, debido a su proximidad a París y a su localización central dentro de Europa Occidental. Se estimó que esta localización distaba de no más de cuatro horas de carretera para 68 millones de personas y no más de dos horas de vuelo para 300 millones más.
Michael Eisner, CEO de The Walt Disney Company en ese momento, firmó, en diciembre de 1985, la primera carta de agradecimiento al gobierno francés por los 20 km² para el sitio, y la siguiente primavera se elaboraron los primeros contratos financieros. La construcción comenzó en agosto de 1988, y en diciembre de 1990 se abrió el centro de información llamado Espace Euro Disney para mostrar al público lo que estaba siendo construido.
Rápidamente se desarrolló otro proyecto para un parque temático junto a Euro Disneyland basado en la industria del entretenimiento, Disney MGM Studios - Europa, cuya construcción debía comenzar en 1996 con un presupuesto de 2300 millones de dólares.

### Reclutamiento
A diferencia de los parques temáticos de Disneyland en los Estados Unidos (que tendían a emplear a estudiantes universitarios, con trabajos temporales a tiempo parcial), Euro Disney se decantó por empleados fijos (se estimó que fueran 12 000 para el parque temático en sí).
Se crearon centros de reclutamiento en París, Londres, Ámsterdam, y Fráncfort del Meno en un esfuerzo de reflejar el aspecto multinacional de los visitantes de Euro Disney. Sin embargo, el Gobierno francés consideró que Disney debía hacer un esfuerzo y concentrarse para que los cupos de trabajo fuesen ocupados por el mercado laboral francés. Disney buscó trabajadores con las suficientes habilidades de comunicación, que dominaran dos idiomas europeos (francés y otro) y socialmente abiertos. Después de este precedente, Euro Disney instaló su propia universidad, Disney University, para entrenar a sus trabajadores. En noviembre de 1991 ya habían capacitado a 24 000 personas.

### Hoteles, ocio y restaurantes
Con el objetivo de controlar al máximo el negocio de los hoteles, se decidió la construcción de 5000 habitaciones dentro del complejo. En marzo de 1988, Disney y un consejo de arquitectos (Frank Gehry, Michael Graves, Robert A. M. Stern, Stanley Tigerman y Robert Venturi) se decidieron sobre un tema exclusivamente estadounidense, en el cual cada hotel representaría una región de los Estados Unidos. En el momento de la apertura, en abril de 1992, se habían construido siete hoteles, que contenían conjuntamente 5800 habitaciones. Para el año 2017, Euro Disney, bajo términos especificados en su contrato con el gobierno francés, deberá construir un total de 18.200 habitaciones de hotel a varias distancias del complejo.
Estos siete hoteles se pueden clasificar en tres categorías diferentes: low cost, moderada y de lujo, en la categoría de hoteles baratos encontraríamos tres de ellos: 
- Disney's Davy Crockett Ranch: Cuenta con 595 cabañas independientes, para un máximo de 6 personas por cabaña, en medio de un bosque de 57 hectáreas.
- Disney's Hotel Santa Fe: Ambientado en la zona de Nuevo México y la Ruta 66, nos sumergiremos en el mundo de Cars a tan solo 20 minutos a pie del parque. Este hotel cuenta con 1000 habitaciones para un máximo de 4 personas por habitación.
- Disney's Hotel Cheyenne: Este hotel que cuenta con 14 edificios y 1000 habitaciones, está inspirado en el Viejo Oeste Americano y cuenta con decoración inspirada en Toy Story. Está muy cerca del anterior hotel, por tanto, también estaremos a solamente 20 minutos a pie del parque.

En la categoría de hoteles moderados encontramos otros tres hoteles, los cuales ordenaré de más baratos a más caros, igual que la anterior categoría:
- Disney's Sequoia Lodge: Entraremos en un bosque de inmensas sequoias y nos alejaremos por completo del bullicio del parque y de las multitudes. Este hotel está inspirado en Bambi y sus amigos y es el mejor de todos los hoteles para hospedarnos en Navidad. Este hotel cuenta con 989 habitaciones normales y 10 suites. Está a tan solo 15 minutos a pie del parque.
- Disney's New Port Bay Club: Este hotel es el más llamativo porque lo encontraremos al final del lago ubicado en el Disney Village. Fue completamente restaurado en el año 2016 adelantándose así a la celebración del 25 aniversario que fue en 2017 y se mejoraron todas las instalaciones. Este hotel está decorado al estilo náutico y está a 15 minutos a pie del parque. Hay disponibles 1093 habitaciones y 13 suites.
- Disney's New York The Art Of Marvel: Completamente renovado y reabierto en el verano de 2021, estamos ante el primer hotel inspirado en Marvel del mundo. Este hotel está considerado una especie de museo, ya que tiene más de 300 obras de arte por todo el hotel, hecho que lo hace realmente único y especial. Para no perder su esencia se ha seguido conservando el toque neoyorkino del hotel, pero se le ha dado un toque más moderno. Está a tan solo 10 minutos a pie del parque y cuenta con más de 1000 habitaciones y suites.

En la categoría de hoteles de lujo solo tenemos un hotel:
- El Disneyland Hotel es la entrada principal al Disneyland Park y sin duda es el más caro y especial de todos. Está inspirado en los clásicos de la compañía y aunque es el hotel más pequeño de todo: 496 habitaciones y 18 suites, está justo en el parque, por tanto, no hay que desplazarnos hasta él. Actualmente, se encuentra en remodelación, debido a que desde que abrió en 1992 no se ha sometido a ningún tipo de reforma y aunque no está previsto que abra durante este 30 aniversario, se espera que abra a principios de 2023 con una nueva decoración inspirada en las Princesas Disney.

Frank Gehry diseñó un complejo con entretenimiento, tiendas y restaurantes, basado en el Downtown Disney de Walt Disney World, en Florida. Con sus torres del acero inoxidable en color plata brillante y bronce oxidado, bajo de un pabellón de luces, el proyecto fue inaugurado como Festival Disney, y posteriormente fue renombrado como Disney Village.
Para una asistencia diaria proyectada de 55 000 personas, Euro Disney estimó servir a 14 000 personas por hora dentro del parque Euro Disneyland. Para lograr esto, se construyeron 29 restaurantes  dentro del parque (además de otros 11 restaurantes en el complejo Euro Disney y otros 5 en el Disney Village). Se respetaron los menús y los precios variados, con un sabor estadounidense predominante y el precedente de Disney de no servir las bebidas alcohólicas en el parque. Se instalaron 2100 bancos (el 30 % de los asientos del parque) para satisfacer la preferencia de los europeos de comer al aire libre con buen tiempo. En las cocinas de prueba de Walt Disney World, las recetas fueron adaptadas para el gusto europeo. Walter Meyer, cocinero ejecutivo para el desarrollo del menú en Euro Disney y el cocinero del ejecutivo del desarrollo de los proyectos de alimenticios de Walt Disney World dijeron: «Era necesario cambiar un par de cosas que hicimos, pero la mayor parte del tiempo la gente nos decía ‘Haced lo vuestro. Hacedlo estadounidense’».

### Controversia
La perspectiva de un parque Disney en Francia fue un tema de debate y controversia. Críticos, incluyendo destacados intelectuales franceses, denunciaron lo que consideraban ser imperialismo cultural, o el neoprovincialismo de Euro Disney, y que ello fomentaría en Francia un tipo malsano de consumismo estadounidense. Para otros, el Euro Disney se convirtió en un símbolo de los Estados Unidos dentro de Francia. El 28 de junio de 1992 un grupo de granjeros franceses bloqueó Euro Disney en protesta por las políticas agrarias que los Estados Unidos apoyaban en ese momento. Un periodista del periódico francés Le Figaro escribió: «Deseo con todo mi corazón que los rebeldes prendan fuego a Euro Disneyland».
Ariane Mnouchkine, una directora artística parisina, lo llamó «Chernobyl cultural», una frase de la que se hicieron eco los medios y que creció como sinónimo de Euro Disney durante los primeros años.
En respuesta, el filósofo francés Michel Serres dijo: «No es América la que nos está invadiendo. Somos nosotros los que la adoramos, los que adoptamos sus modas y, sobre todo, sus palabras». El entonces presidente de Euro Disney S.C.A., Robert Fitzpatrick, respondió: «No vendremos y diremos “OK, le pondremos una boina y una baguette al ratón Mickey”. Somos quienes somos».
Los tópicos y la controversia fueron más allá, incluyendo que los jefes estadounidenses de Disney solicitaran que se hablase inglés en todas las reuniones, así como un código de apariencia Disney para todos los miembros de la plantilla, con limitaciones y regulación para el uso de maquillaje, pelo facial, tatuajes, joyas y más. Los sindicatos franceses montaron protestas contra estas normas, de las que decían que «es un ataque a la libertad individual». Otros criticaron a Disney por el hecho de ser insensible a la cultura francesa, individualista, y porque las restricciones a las libertades individuales y colectivas eran ilegales bajo la ley francesa, a menos que se demostrase que las restricciones eran un requisito para el trabajo y que no se excedían más de lo necesario. Disney contrarrestó diciendo que una normativa que les impidiese imponer ese tipo de estándar de empleo podría amenazar la imagen y el éxito a largo plazo del parque. «Para nosotros, el código de apariencia tiene un gran efecto desde el punto de vista de identificación del producto», dijo Thor Degelmann, director de personal de Euro Disney y nativo de California. «Sin él, no podríamos presentar el producto Disney que espera el público».
En el documental The Imagineering Story, Tony Baxter (creativo ejecutivo e imagineer) de Walt Disney Imagineering confiesa que inicialmente querían que fuera «el parque más bonito del mundo».

### Día de la apertura
Et maintenant je déclare Euro Disneyland officiellement ouvert
(Y ahora declaro Euro Disneyland oficialmente abierto)
Michael Eisner

Con estas palabras, el 12 de abril de 1992, el complejo turístico Euro Disney Resort y su parque temático Euro Disneyland quedaron oficialmente abiertos. Los visitantes advirtieron del caos en los accesos al parque y una encuesta del Gobierno indicó que medio millón de personas en 90 000 vehículos pudieron entrar al complejo. La radio francesa avisó para que el tráfico evitara la zona. A mediodía, la zona de estacionamiento estaba llena aproximadamente a la mitad, lo que sugería un nivel de asistencia de unas 25 000 personas. Algunas especulaciones sugirieron que la gente había hecho caso de la advertencia de mantenerse alejados ese día, en que se cortó la conexión directa por ferrocarril RER del parque Euro Disney al centro de París.

### 30 aniversario de Disneyland Paris
El 6 de septiembre de 2021 Disneyland Paris publicaba en sus redes sociales el que sería el logotipo del 30 aniversario del parque. En su página oficial hacían público que el 6 de marzo de 2022 comenzarían las celebraciones, las cuales fueron culminadas a finales de 2023.

## Problemas

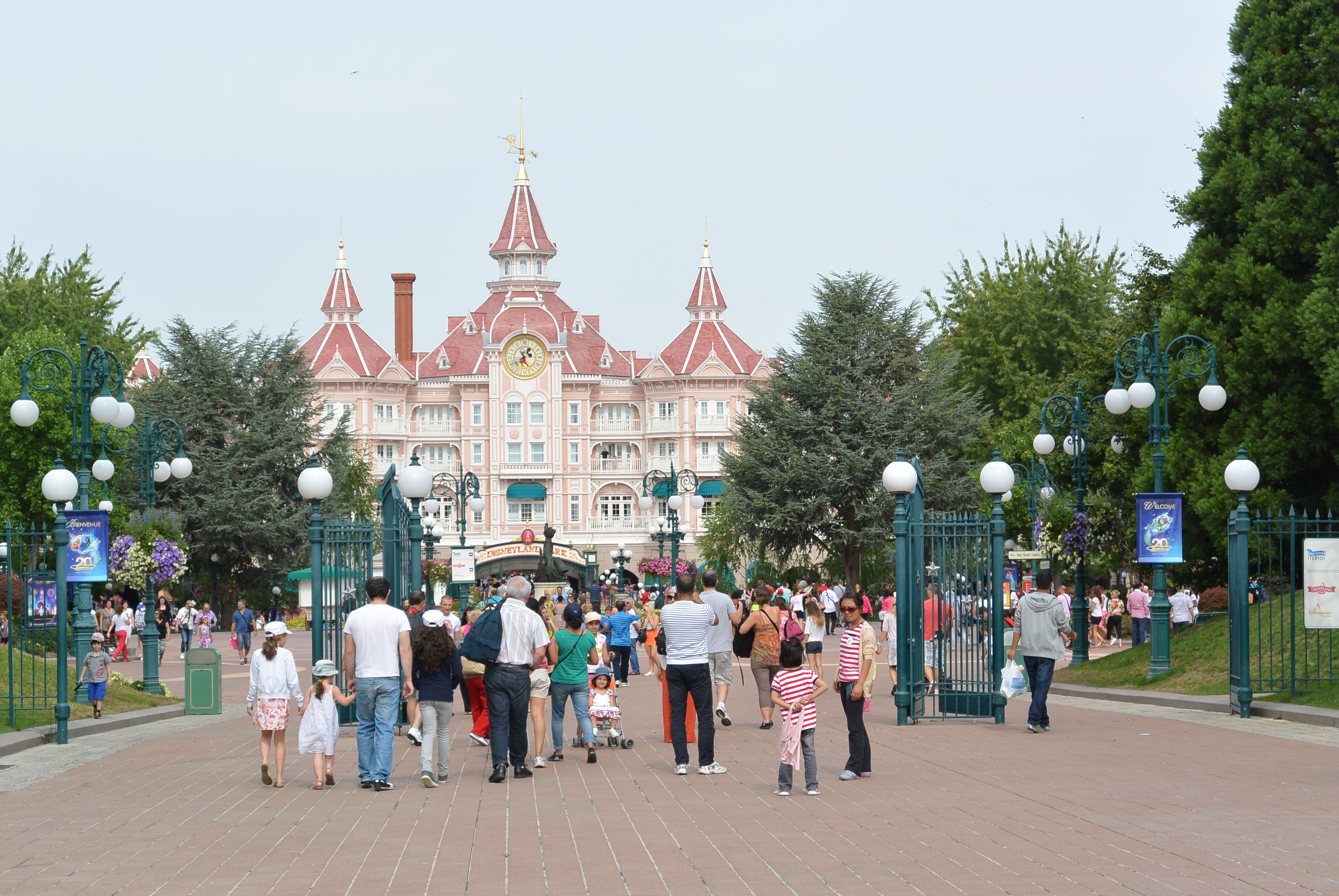
Disneyland Park Paris, Marne-la-Vallée, Francia.

En mayo de 1992, la revista de entretenimiento The Hollywood Reporter informó de que cerca del 25 % de los trabajadores de Euro Disney —aproximadamente 3000 hombres y mujeres— habían dimitido de sus trabajos debido a unas condiciones de trabajo inaceptables. También informó de que la asistencia al parque estaba lejos de las expectativas. Robert Fitzpatrick, respondió, en una entrevista con The Wall Street Journal, que únicamente 1000 personas habían dejado sus trabajos.
En respuesta a la situación financiera, Fitzpatrick solicitó que el proyecto Disney-MGM Studios Europe fuera paralizado hasta que se tomara otra decisión. También redujeron los precios de los hoteles.
A pesar de estos esfuerzos, en mayo de 1992 la asistencia diaria era de alrededor 25 000 visitantes (algunos informes daban el dato de 30 000) en lugar de los 60 000 pronosticados. La cotización de la compañía Euro Disney se desplomó y el 23 de julio de 1992 anunció una pérdida neta prevista para su primer año de actividad de aproximadamente 300 millones de francos franceses. Durante el primer invierno de Euro Disney, la ocupación hostelera era tal que se decidió cerrar el Hotel Newport Bay Club durante la estación. Inicialmente, se esperaba que cada visitante gastara alrededor de 33 dólares estadounidenses por día, pero hacia finales de 1992, los analistas estimaron el gasto alrededor de un 12 % por debajo de esta cifra.
Las medidas para mejorar la asistencia incluyeron servir bebidas alcohólicas con las comidas dentro del parque, en respuesta a una supuesta demanda europea. Esta medida comenzó el 12 de junio de 1993.
En enero de 1994, asignaron Sanford Litvack, un abogado de Nueva York y antiguo assistant attorney general durante la presidencia de Jimmy Carter, como jefe de negociaciones del futuro de Euro Disney. El 28 de febrero, Litvack hizo una oferta (sin el consentimiento de Michael Eisner ni de Frank Wells) para separar las deudas de Euro Disney de las de Disneyland. Después de que los bancos mostraran interés, Litvack informó a Eisner y a Wells.
El 14 de marzo, un día antes de la reunión anual de accionistas, los bancos capitularon a las demandas de Disney. Los bancos acreedores compraron acciones de Euro Disney por un valor de 500 millones de dólares, perdonaron 18 meses de intereses y de pagos de intereses diferidos para tres años. Disneyland invirtió 750 millones de dólares en Euro Disney y concedió una suspensión de cinco años de los pagos de los derechos. En junio que el mismo año, el príncipe saudí Al Waleed Bin Talal hizo un trato, mediante el cual The Walt Disney Company compraría el 51 % de una nueva edición de acciones de 1 100 000 de dólares, el resto sería ofertado a los accionistas existentes con tarifas por debajo del precio de mercado, y el príncipe compraría todo aquello que dejaran los accionistas (hasta un 24,5 %).
En 2002, Euro Disney S.C.A y The Walt Disney Company anunciaron otro beneficio anual para Disneyland Resort Paris. Sin embargo, sufrió pérdidas netas en los tres años siguientes, y el parque acumulaba pérdidas de aproximadamente 2 000 000 de dólares hacia 2007. En 2005, The Walt Disney Company suscribió toda la deuda que Euro Disney S.C.A. tenía con ella.

## El giro de 1995
El 31 de mayo de 1995, se abrió una nueva atracción en el parque temático. Space Mountain/De la Terre à la Lune había sido planificada desde el principio de Euro Disneyland, pero fue reservada para reavivar el interés del público. Con un rediseño de la atracción (inaugurada en 1975 en Magic Kingdom, en Walt Disney World) que incluía un sistema de lanzamiento de cañón y una banda sonora durante el viaje, la atracción, de 100 millones de dólares, se inauguró en una ceremonia a la que acudieron celebridades como Elton John, Claudia Schiffer o Buzz Aldrin.
El 25 de julio de 1995, Euro Disney S.C.A. informó de su primer beneficio trimestral de 35,3 millones de dólares. El 15 de noviembre se hicieron públicos los resultados del ejercicio fiscal que terminaba el 30 de septiembre; en un año, la asistencia al parque temático había subido de 8,8 millones a 10,7 millones —un incremento del 21 %—. La ocupación hotelera también había subido del 60 % a 68,5 %. Después de pagar deudas, Disneyland Resort Paris terminó el año con un beneficio neto de 22,8 millones de dólares.

## Los cambios de nombre
Disneyland Paris y sus activos han sido sujetos a varios cambios de nombre, inicialmente en un esfuerzo por superar la publicidad negativa que siguió al inicio el Euro Disney Resort.
Michael Eisner dijo: 

«Como estadounidenses, la palabra “Euro” se cree que significa glamuroso o emocionante. Para los europeos resultó ser un término asociado a negocios, moneda y comercio. Renombrar el parque en Disneyland Paris fue una manera de identificarlo con una de las ciudades más románticas y emocionantes del mundo.»

|                             | 1992               | 1993               | 1994                  | 1995             | 1996             | 1997             | 1998             | 1999             | 2000             | 2001             | 2002                                                     | 2003                                                     | 2004                                                     | 2005                                                     | 2006                                                     | 2007                                                     | 2008                                                     | 2009                                                     | 2010                                                     |
| --------------------------- | ------------------ | ------------------ | --------------------- | ---------------- | ---------------- | ---------------- | ---------------- | ---------------- | ---------------- | ---------------- | -------------------------------------------------------- | -------------------------------------------------------- | -------------------------------------------------------- | -------------------------------------------------------- | -------------------------------------------------------- | -------------------------------------------------------- | -------------------------------------------------------- | -------------------------------------------------------- | -------------------------------------------------------- |
| Complejo entero             | Euro Disney Resort | Euro Disney Resort | Euro Disneyland Paris | Disneyland Paris | Disneyland Paris | Disneyland Paris | Disneyland Paris | Disneyland Paris | Disneyland Paris | Disneyland Paris | Disneyland Resort Paris                                  | Disneyland Resort Paris                                  | Disneyland Resort Paris                                  | Disneyland Resort Paris                                  | Disneyland Resort Paris                                  | Disneyland Resort Paris                                  | Disneyland Resort Paris                                  | Disneyland Paris                                         | Disneyland Paris                                         |
| Primer parque               | Euro Disneyland    | Euro Disneyland    | Euro Disneyland Paris | Disneyland Paris | Disneyland Paris | Disneyland Paris | Disneyland Paris | Disneyland Paris | Disneyland Paris | Disneyland Paris | Disneyland Park (en inglés)/Parc Disneyland (en francés) | Disneyland Park (en inglés)/Parc Disneyland (en francés) | Disneyland Park (en inglés)/Parc Disneyland (en francés) | Disneyland Park (en inglés)/Parc Disneyland (en francés) | Disneyland Park (en inglés)/Parc Disneyland (en francés) | Disneyland Park (en inglés)/Parc Disneyland (en francés) | Disneyland Park (en inglés)/Parc Disneyland (en francés) | Disneyland Park (en inglés)/Parc Disneyland (en francés) | Disneyland Park (en inglés)/Parc Disneyland (en francés) |
| Distrito de entretenimiento | Festival Disney    | Festival Disney    | Festival Disney       | Festival Disney  | Festival Disney  | Disney Village   | Disney Village   | Disney Village   | Disney Village   | Disney Village   | Disney Village                                           | Disney Village                                           | Disney Village                                           | Disney Village                                           | Disney Village                                           | Disney Village                                           | Disney Village                                           | Disney Village                                           | Disney Village                                           |

## El complejo
Disneyland Paris abarca una superficie de 22,3 km² (2230 ha), incluyendo los dos parques temáticos, la zona comercial y de entretenimiento, los hoteles, el campo de golf y la estación de ferrocarril.

### Parques temáticos
Disneyland Park está basado en una fórmula pionera en Disneyland (Anaheim) y empleada posteriormente en Magic Kingdom (Bay Lake), Tokyo Disneyland (Urayasu) y Hong Kong Disneyland (Isla Lantau).
Ocupando 55 ha, es el mayor parque de los parques Disney.
El 16 de marzo de 2002, abrió sus puertas al público el Walt Disney Studios Park. Con sus 27 hectáreas, es la continuación de un concepto anterior, nunca antes observado: los estudios Disney-MGM Europa.
La asistencia de 2017 fue:
- Disneyland Park, 9,66 millones de visitas (el 12.º mundial).
- Walt Disney Studios Park, 5,2 millones de visitas (el 22.º mundial).

#### Disneyland Park
Disneyland  Park está en funcionamiento los 365 días del año desde la apertura del complejo. Es una versión modificada del parque Disneyland de California. Cubre 566 560 m² y consiste en cinco áreas que representan distintas temáticas: Main Street, Frontierland, Adventureland, Fantasyland y Discoveryland.

#### Walt Disney Studios Park
Walt Disney Studios Park abrió sus puertas en el 2002. Es el segundo parque temático  Disney basado en el negocio del espectáculo y el cine, después del parque Disney-MGM Studios de Walt Disney World.

### Otras zonas de entretenimiento
El distrito de entretenimiento Disney Village contiene una gran variedad de restaurantes, bares, tiendas, Buffalo Bill's Wild West Dinner Show y otros lugares en los que estar cuando cierran los parques.
Golf Disneyland tiene recorridos de 9 y de 18 hoyos.

### Hoteles Disney
El complejo ofrece siete hoteles en Disneyland Paris. El hotel Disneyland está situado sobre la entrada del parque Disneyland y presentado como el hotel más prestigioso en propiedad. Una superficie de agua conocida como lago Disneyland (Lake Disney) es rodeado por otros tres hoteles: Disney's Hotel New York, Disney's Hotel Newport Bay Club y Disney's Hotel Sequoia Lodge. Los hoteles Disney's Hotel Cheyenne y Disney's Hotel Santa Fe están situados cerca de este lago, y por último, el Disney's Davy Crockett Ranch está situado en un área del arbolado fuera del perímetro del complejo.

### Otros hoteles
Disneyland Paris incluye seis hoteles asociados, que no están gestionados por Euro Disney S.C.A. pero a los que proporciona autobuses lanzadera gratuitos hasta los parques: Marriott's Village d'lle-de-France, Radisson SAS Hotel, un hotel Holiday Inn, Vienna International Dream Castle Hotel, MyTravel's Explorers Hotel y un hotel Kyriad Hotel.

### Transporte
Hay una estación de ferrocarril, Marne la Vallée-Chessy, con conexión a la red suburbana RER y a la red de alta velocidad TGV, situada entre los parques temáticos y Disney Village.
Thalys ya no opera desde la estación de tren de Marne-la-Vallée, pero hay servicios diarios desde Londres en el Eurostar. El 10 de junio de 2007 empezó a operar una nueva línea del TGV, LGV Est, entre París y Estrasburgo.
También dispone de autobuses lanzadera gratuitos hacia todos los hoteles Disney (excepto Disney's Davy Crockett Ranch) y hoteles asociados.

### Golf Disneyland
Golf Disneyland se encuentra en el área al sureste del complejo. Popular entre los visitantes adultos, también dispone de una sección para niños. Cuenta con 18 hoyos.